# Diospyros virginiana
Diospyros virginiana là một loài thực vật có hoa trong họ Thị. Loài này được L. mô tả khoa học đầu tiên năm 1753.

## Hình ảnh

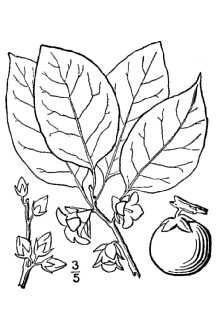
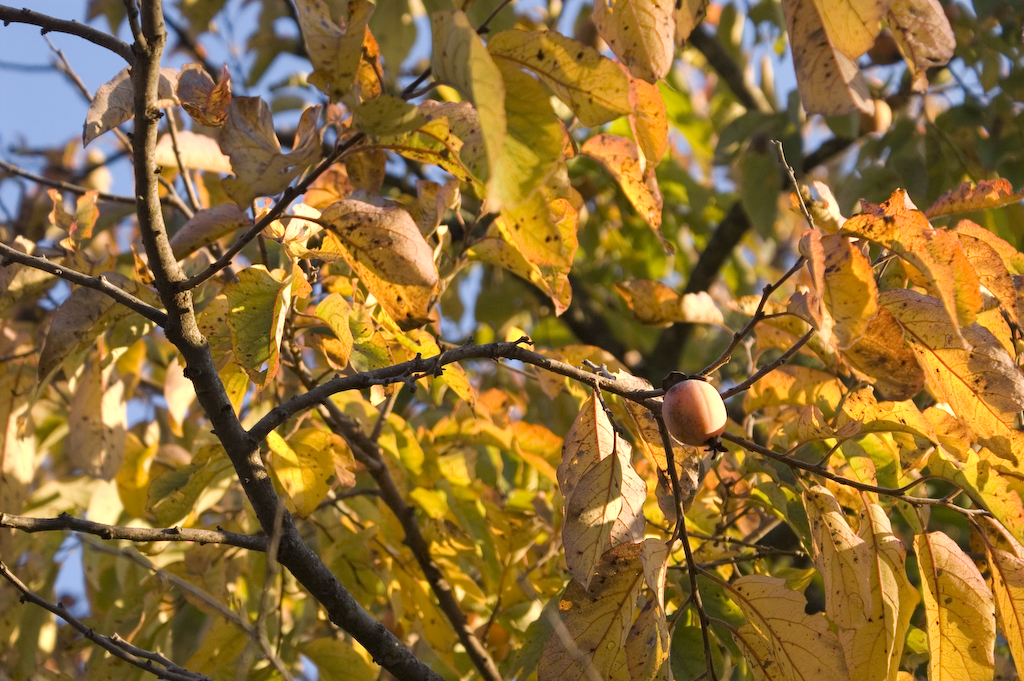
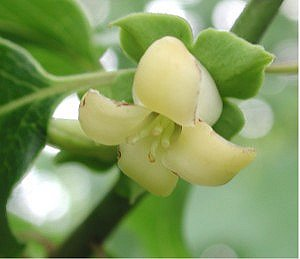